# Stan Kimbrough
Stanley R. Kimbrough, detto Stan (Tuscaloosa, 24 aprile 1966), è un ex cestista statunitense, professionista nella NBA.

## Carriera
Dopo aver giocato a livello scolastico con la St. Joseph High School di Cleveland (26 punti e 13 rimbalzi di media a partita) e successivamente nella NCAA con Central Florida University e Xavier, per un totale di più di 2000 punti segnati in partite di Division I e tre partecipazioni consecutive al Torneo NCAA, nella stagione 1989-1990 ha giocato 10 partite nella NBA con i Detroit Pistons. Nel 1990 firma un contratto con i Golden State Warriors, che però lo tagliano una settimana più tardi senza averlo fatto esordire. Nel 1992 gioca altre 3 partite in NBA, con i Sacramento Kings. In seguito ha anche giocato 10 partite nella CBA con gli Oklahoma City Cavalry. Una volta ritirato ha fondato una scuola di basket, chiamata Stan Kimbrough Basketball Camp.